# Scharhorod
Scharhorod (ukrainisch Шаргород; russisch Schargorod, polnisch Szarogród) ist eine Stadt in der Oblast Winnyzja der Ukraine. Sie liegt etwa 62 Kilometer südwestlich der Oblasthauptstadt Winnyzja am Flüsschen Muraschka und war bis Juli 2020 Verwaltungszentrum des gleichnamigen Rajons Scharhorod.

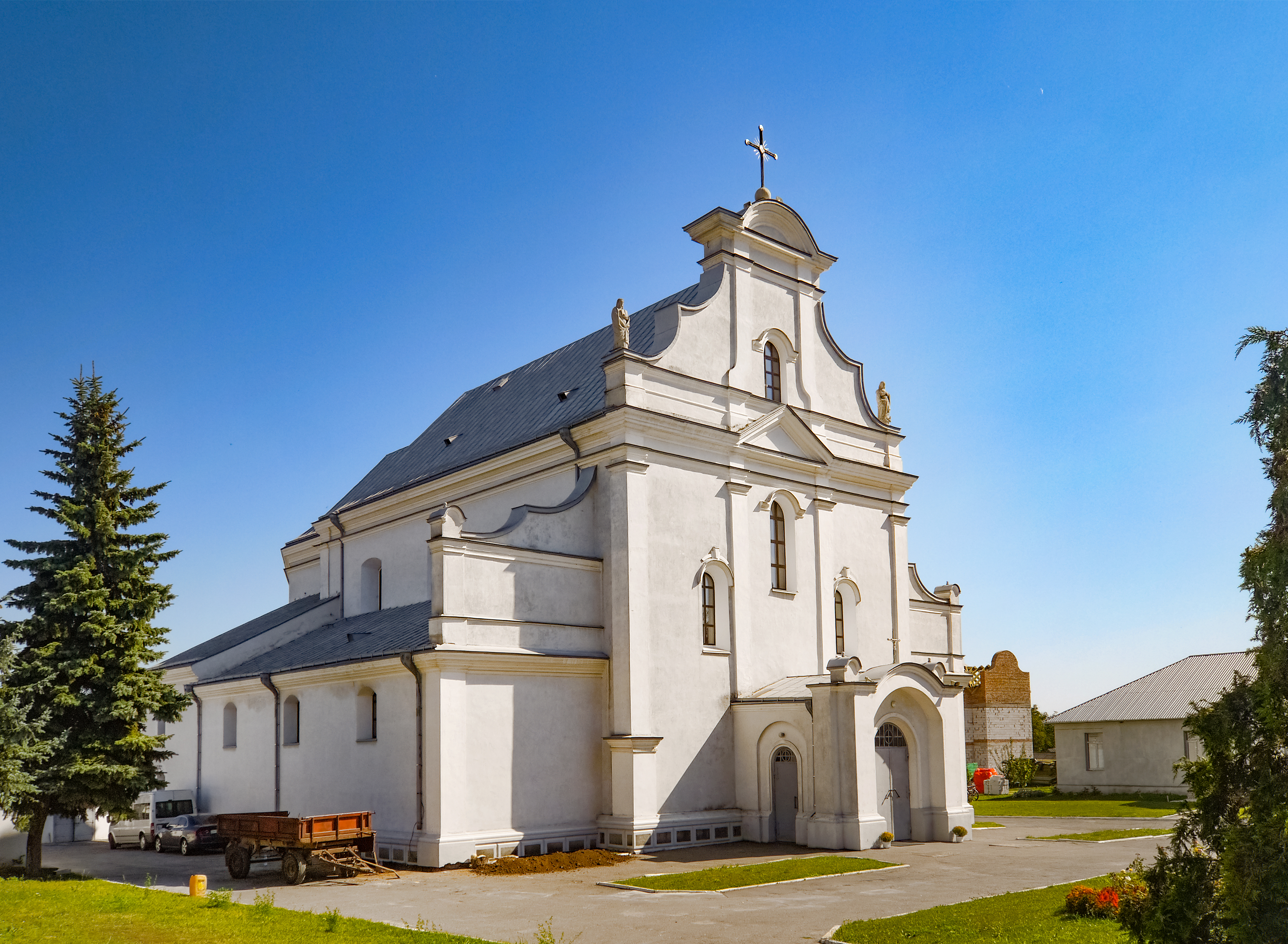
Röm.-kath. St. Florian-Kirche in Scharhorod

## Geschichte
Der Ort wurde um 1383 zum ersten Mal schriftlich erwähnt, bekam 1588 das Magdeburger Stadtrecht zuerkannt und gehörte zunächst in der Woiwodschaft Bracław zu Polen.
Im Jahr 1595 wurde die  Schargoroder Synagoge erbaut, die damit eine der ältesten Synagogen der Ukraine ist.
Zwischen 1674 und 1699 gehörte die Stadt zum Osmanischen Reich.
1795 wurde Scharhorod ein Teil des Russischen Reiches und lag im Gouvernement Podolien.
1923 bekam die Ortschaft den Status einer Siedlung städtischen Typs, seit 1985 ist sie eine Stadt.

### Zweiter Weltkrieg
1939 lebten in Sharhorod 1660 Juden und macht drei Viertel der Bevölkerung aus. Am 22. Juli 1941 besetzten deutsche Truppen Scharhorod. Die Soldaten schikanierten Juden und plünderten ihr Eigentum. Juden wurden zur Zahlung von Abgaben verpflichtet und mussten eine Armbinde mit einem Judenstern tragen. Im Herbst 1941 wurde Scharhorod Teil des neugegründeten rumänischen „Gouvernements Transnistrien“. Fünftausend Juden wurden aus Bessarabien und der Bukowina nach Sharhorod deportiert. Im Vergleich zu anderen Ghettos in Transnistrien waren die Lebensverhältnisse trotz Zwangsarbeit erträglich: Es gab eine Bäckerei, eine Suppenküche für Arme sowie eine funktionierende Verwaltung, sogar die große Synagoge wurde wiedereröffnet. Viele der Juden in diesem Ghetto starben an Krankheiten, rund 1450 an einer Typhusepidemie Anfang 1942, oder wurden in Arbeitslager deportiert, sodass 1943 nur noch etwa 3000 Juden lebten.

## Verwaltungsgliederung
Am 12. Juni 2020 wurde die Stadt zum Zentrum der neugegründeten Stadtgemeinde Scharhorod (Шаргородська міська громада/Scharhorodska miska hromada), zu dieser zählen auch die 27 in der untenstehenden Tabelle aufgelisteten Dörfer sowie die 4 Ansiedlungen Lisnytschiwka, Lukaschiwka, Myschiwske und Olichy, bis dahin bildete sie zusammen mit dem östlich gelegenen Dorf Poljana die gleichnamige Stadtratsgemeinde Scharhorod (Шаргородська міська рада/Scharhorodska miska rada) im Westen des Rajons Scharhorod.
Am 17. Juli 2020 kam es im Zuge einer großen Rajonsreform zum Anschluss des Rajonsgebietes an den Rajon Schmerynka.
Folgende Orte sind neben dem Hauptort Scharhorod Teil der Gemeinde:
| Name                     | Name                 | Name                                          |
| ukrainisch transkribiert | ukrainisch           | russisch                                      |
| ------------------------ | -------------------- | --------------------------------------------- |
| Andrijiwka               | Андріївка            | Андреевка (Andrejewka)                        |
| Boriwske                 | Борівське            | Боровское (Borowskoje)                        |
| Budne                    | Будне                | Будное (Budnoje)                              |
| Derewjanky               | Дерев’янки           | Деревянки                                     |
| Dubynky                  | Дубинки              | Дубинки (Dubinki)                             |
| Hreliwka                 | Грелівка             | Греловка (Grelowka)                           |
| Hybaliwka                | Гибалівка            | Гибаловка (Gibalowka)                         |
| Iwaschkiwzi              | Івашківці            | Ивашковцы (Iwaschkowzy)                       |
| Kalyniwka                | Калинівка            | Калиновка (Kalinowka)                         |
| Kosliwka                 | Козлівка             | Козловка (Koslowka)                           |
| Konatkiwzi               | Конатківці           | Конатковцы (Konatkowzy)                       |
| Kopystyryn               | Копистирин           | Копыстырин (Kopystyrin)                       |
| Kropywnja                | Кропивня             | Крапивня (Krapiwnja)                          |
| Lisnytschiwka            | Лісничівка           | Лесничевка (Lesnitschewka)                    |
| Losowa                   | Лозова               | Лозовая (Losowaja)                            |
| Lukaschiwka              | Лукашівка            | Лукашовка (Lukaschowka)                       |
| Maljownytsche            | Мальовниче           | Малевничье (Malewnitschje)                    |
| Myschiwske               | Мишівське            | Мышевское (Myschewskoje)                      |
| Nossykiwka               | Носиківка            | Носиковка (Nossikowka)                        |
| Olichy                   | Оліхи                | Олихи (Olichi)                                |
| Passynky                 | Пасинки              | Пасынки (Passynki)                            |
| Perepiltschynzi          | Перепільчинці        | Перепильчинцы (Perepiltschinzy)               |
| Plebaniwka               | Плебанівка           | Плебановка (Plebanowka)                       |
| Politanky                | Політанки            | Политанки (Politanki)                         |
| Poljana                  | Поляна               | Поляна                                        |
| Pyssariwka               | Писарівка            | Писаревка (Pissarewka)                        |
| Rolja                    | Роля                 | Роля                                          |
| Rudanske                 | Руданське            | Руданское (Rudanskoje)                        |
| Sloboda-Scharhorodska    | Слобода-Шаргородська | Слобода-Шаргородская (Slobda-Schargorodskaja) |
| Surohatka                | Сурогатка            | Сурогатка (Surogatka)                         |
| Tekliwka                 | Теклівка             | Теклёвка (Tekljowka)                          |

## Söhne und Töchter der Stadt
- Oleksandr Jaslowezkyj (* 1979), römisch-katholischer Weihbischof